# Carangoides bartholomaei
Carangoides bartholomaei är en fiskart som först beskrevs av Cuvier, 1833.  Carangoides bartholomaei ingår i släktet Carangoides och familjen taggmakrillfiskar. Inga underarter finns listade.